# Niclas Lehmann
Niclas Lehmann (* 9. November 2001 in Prien am Chiemsee, Bayern) ist ein deutscher Segler und Steuermann, der für Österreich startet. Im Jahr 2015 wurde Niclas Lehmann Weltmeister in der Zoom8-Klasse. Mit seinem Teamkollegen Niklas Haberl wurde er 2021 Junioren-Welt- und Europameister in der 470er-Klasse. Lehmann lebt in Seebruck am Chiemsee und startet für den Union-Yacht-Club Attersee.

## Karriere
Niclas Lehmann begann im Alter von sechs Jahren mit dem Segeln. Seinen ersten Wettkampf bestritt er mit 7 Jahren. 2013 wurde Lehmann in den bayerischen Landeskader berufen, gab den Kaderplatz aber 2014 zurück, um zukünftig für Österreich zu starten. 2014 qualifizierte sich Lehmann in Österreich erstmals für die Weltmeisterschaft in der Bootsklasse Optimist. Die Teilnahme wurde ihm wegen der deutschen Staatsbürgerschaft verwehrt. 2015 qualifizierte er sich abermals für die WM, erhielt allerdings erneut keine Startberechtigung von der Klassenvereinigung der österreichischen Optimisten. Lehmann wechselte deshalb kurz entschlossen in die Zoom8-Klasse, absolvierte ein dreimonatiges Intensivtraining und erkämpfte sich am Wolfgangsee seinen ersten WM-Titel.
Nach WM-Gold am Wolfgangsee, wechselte Lehmann in die 420er Klasse und holte sich Sarah Köfler  als Vorschoter ins Boot. Bereits im ersten Anlauf wurde das Duo Lehmann/Köfler internationaler Österreichischer Jugendmeister im 420er in Österreich.